# Otto Pfleiderer

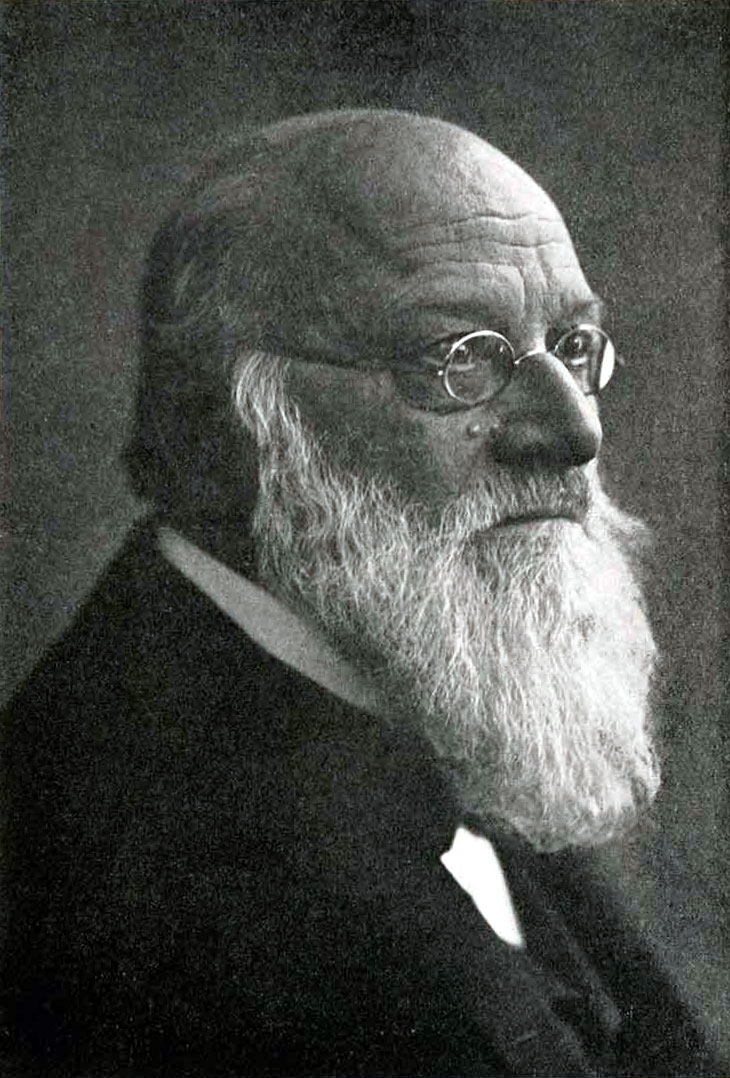
Otto Pfleiderer

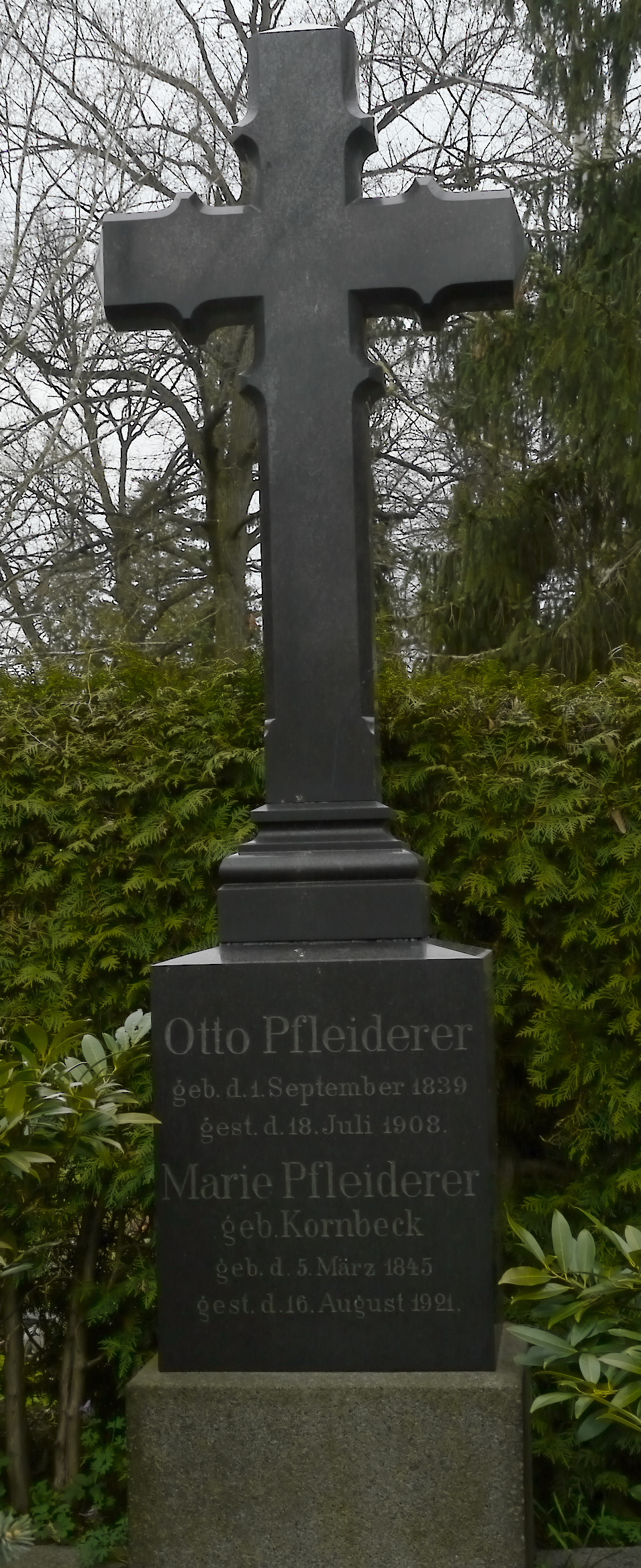
Grab von Otto Pfleiderer auf dem Friedhof Lankwitz. Koordinaten des Grabes:

Otto Pfleiderer (* 1. September 1839 in Stetten im Remstal; † 18. Juli 1908 in Groß-Lichterfelde bei Berlin) war ein deutscher protestantischer Theologe.

## Leben
Otto wurde als Sohn des Mathematiklehrers Eduard Karl Pfleiderer (* 9. März 1810; † 30. März 1861) und dessen Frau Anna Auguste Pfleiderer geb. Sigel (* 18. Dezember 1815; † 1873) geboren. Seine Kindheit erlebte er in Heilbronn und besuchte die Klosterschule Maulbronn. Nach dem Besuch des Seminars in Blaubeuren studierte Pfleiderer von 1857 bis 1861 Theologie und Philosophie an der Universität Tübingen. Hier wurden unter anderem Ferdinand Christian Baur und Johann Tobias Beck seine Lehrer. Danach war er in Eningen bei Reutlingen als Vikar tätig und absolvierte eine Studienreise durch Norddeutschland, außerdem in England und Schottland. 
1864 wurde er Repetent am Tübinger Stift und habilitierte sich dort 1865 als Privatdozent. Nach einem kurzen Intermezzo 1868 als Stadtpfarrer in Heilbronn, wurde er 1870 als Oberpfarrer und Superintendent nach Jena berufen.
Im Wintersemester 1870/71 wurde er ordentlicher Professor für Praktische Theologie an der Universität Jena. Damit verbunden war er Universitätsprediger, sowie Direktor des homiletischen und katechetischen Seminars. Außerdem hatte man ihn zum Kirchenrat ernannt und er war im Wintersemester 1874 Rektor der Alma Mater. 1874 wurde er gegen den Willen der Theologischen Fakultät vom preußischen Kultusminister Adalbert Falk zum Professor für Exegese und praktische Theologie an der Friedrich-Wilhelms-Universität (heute Humboldt-Universität) ernannt. Bereits im Wintersemester 1875/76 konnte er auf den Lehrstuhl für Systematische Theologie wechseln. Dort wurde er 1894 ebenfalls Rektor der Hochschule und lehrte bis unmittelbar vor seinem Tod.
Er wurde auf dem Friedhof Lankwitz in Berlin-Lichterfelde an der Grabstelle Abteilung C1 / 1. Wahlreihe Nummer 72 beigesetzt. Aus seiner am 15. Dezember 1868 geschlossenen Ehe mit Marie Kornbeck (* 5. März 1845: † 16. August 1921 in Berlin) stammt die Schriftstellerin Else Pfleiderer (* 3. März 1877 in Berlin; † 6. Juli 1937 in Bonn) verheiratet am 29. Juni 1904 mit Pfarrer Otto Zurhellen (* 27. März 1877 in Mülheim an der Ruhr; † 4. November 1914 in Andechy, Frankreich).

## Werk
Pfleiderer veröffentlichte vor allem über Religionsphilosophie und über die Geschichte des Urchristentums. Aus Tübinger Vorlesungen ging sein erstes grundlegendes Werk Die Religion, ihr Wesen und ihre Geschichte (1868) hervor. Die Religionsphilosophie auf geschichtlicher Grundlage führte die Gedanken weiter und versuchte, die Tradition des deutschen Idealismus mit der zeitgenössischen vergleichenden Religionswissenschaft zu verbinden.
Mit seiner These, dass erst Paulus mit seinem Paulinismus das Christentum begründet habe und dies als Ziel- und Höhepunkt des Hellenismus anzusehen sei, griff er Ansätze seines Lehrers Baur auf. Damit stellte er sich gegen die Ideen von Albrecht Ritschl und Adolf von Harnack. Er hatte enge Verbindungen nach Großbritannien und in die USA, wo sein Einfluss größer war als in Deutschland. Pfleiderer gehörte zu den Förderern der Frauenbewegung.

## Werke (Auswahl)
- Die Geschichte der Religion. Leipzig 1869 2. Bd. (Online)
- Moral und Religion nach ihrem gegenseitigen Verhältniss geschichtlich und philosophisch erörtert. Harlem, 1871 (Online), Leipzig 1872 (Online)
- Der Paulinismus. Ein Beitrag zur Geschichte der urchristlichen Theologie Leipzig 1873, Leipzig 1890 ( auf archive.org)
- Friedrich Wilhelm Joseph Schelling. Gedächtnißrede zur Feier seines Secular-Jubiläums. Stuttgart 1875
- Die deutsche Religionsphilosophie und ihre Bedeutung für die Theologie der Gegenwart (1875)
- Das Urchristentum, seine Schriften und Lehren, in geschichtlichen Zusammenhang beschrieben Berlin 1878; 2. Aufl. Berlin 1902, 2. Bde.
- Religionsphilosophie auf geschichtlicher Grundlage. Berlin 1878, 2. Aufl. Berlin 1884, 2. Bde.
- Zur religiösen Verständigung. Berlin 1879
- Grundriss der christlichen Glaubens- und Sittenlehre. Berlin 1882
- Geschichte der Religionsphilosophie von Spinoza bis auf die Gegenwart. (1. u. 2. Aufl. 1883, 3. Aufl. Berlin 1893)
- Grundriß der christlichen Glaubens- und Sittenlehre als Compendium für Studierende und als Leitfaden für den Unterricht an höheren Schulen (1886; 6. Aufl. 1898)
- The Development of Theology in Germany since Kant and its Progress in Great Britain since 1825 (1890; deutsch 1891) Online-Ressource
- The Philosophy and Development of Religion (1894; Gifford Lectures) Online-Ressource
- Die Idee des ewigen Friedens (1895)
- Das Christusbild des urchristlichen Glaubens, in religionsgeschichtlicher Beleuchtung. Berlin 1903
- Die Entstehung des Christentums. München 1905   (https://archive.org/details/dieentstehungdes00pfleuoft)
- Über das Verhältnis der Religionsphilosophie zu anderen Wissenschaften. Berlin 1906
- Religion und Religionen München 1906, 1911
- Die Entwicklung des Christentums (1907)